# John Romita, Jr.
John Salvatore Romita, Jr., (Nova Iorque, 17 de agosto de 1956) é um artista de histórias em quadrinhos americano, mais conhecido pelo seu extenso trabalho para a Marvel Comics entre as décadas de 1970 a 2000. Ele é muitas vezes referido como JRJR (abreviação de John Romita, Jr.).

## Biografia
Romita nasceu em Nova York, filho de John Romita, Sr., co-criador de várias histórias notáveis do Homem-Aranha entre 1960 a 1970.
Ele começou sua carreira na Marvel UK, fazendo desenhos para as capas de reimpressões. Sua estreia nos Estados Unidos foi com uma história de seis páginas, intitulada  "Chaos at the Coffee Bean!", em Amazing Spider-Man Annual # 11 (1977).
Romita ganhou popularidade cedo, começando seu trabalho com o Homem de Ferro com o escritor David Michelinie e o artista Bob Layton que começou em 1978. No início de 1980, ele começou a sua produção em Amazing Spider-Man e também foi o artista a lançar a série Cristal. Trabalhando com o artista Roger Stern no Amazing Spider-Man, ele co-criou o Duende Macabro e desenhou uma edição em que Homem-Aranha deveria encontrar Juggernaut, onde o bandido acabaria preso em fundições de cimento. De 1983 a 1986 ele foi escalado para o popular Uncanny X-Men juntamente com Dan Green e o escritor Chris Claremont, onde foi bem recebido. Isso se repeteria quando retornou em 1993.
No final dos anos '80 e início dos anos '90 executou uma extensa tarefa em Demolidor com a escritora Ann Nocenti e com o ganhador do Prémio Will Eisner de Arte-Finalista Al Williamson. Seu trabalho com o Demolidor foi muito bem recebido, quando refinou seu estilo.
Romita mais tarde colaborou com Frank Miller na história de origem do Demolidor, intitulada Daredevil: The Man Without Fear (Demolidor: O Homem Sem Medo), uma revisão sobre a origem do personagem. Ele trabalhou em uma série de títulos da Marvel durante a década de 1990, incluindo The Punisher War Zone, o Hulk, as mini-séries de Cable, O Poderoso Thor, um retorno ao Homem de Ferro para a segunda Guerra das Armaduras, escrita por John Byrne, e o o crossover entre Justiceiro/Batman. Klaus Janson, era seu frequente arte-finalista. 
Na década de 2000, ele teve um bem recebido retorno ao The Amazing Spider-Man com o escritor J. Michael Straczynski. Ele desenhou o Wolverine com o autor Mark Millar, como parte da festa de 30 anos do personagem. Em 2004, Romita, dono e criador do projeto The Gray Area (A Área Cinza), foi publicada pela Image Comics. A arte de Romita, desde então aparece em Pantera Negra, Visão e Sentinela, e uma cópia de segurança da linha Ultimate, escrita por Mark Millar.
Em 2006, Romita colaborou com o escritor Neil Gaiman na reinterpretação dos Eternos de Jack Kirby, sob a forma de sete edições limitadas. Romita trabalhou com Greg Pak em 5 edições principais do evento de crossovers de 2007 da Marvel, Hulk Contra o Mundo.
Em 2008, Romita retornou novamente a Amazing Spider-Man. Ele também está colaborando mais uma vez com Mark Millar, para uma série criada e deles mesmos intitulada Kick-Ass, publicada pela selo da Marvel Icon. O filme Kick-Ass começou a ser feito em setembro de 2008. Romita, um dos produtores, teve sua estreia como diretor, dirigindo uma seqüência de flashback em animação.
Em 2014, após décadas de colaboração na Marvel, Romita migrou para a DC Comics e se tornou o desenhista principal de Superman, a partir da edição número 32, em colaboração com Geoff Johns e Klaus Janson.

### Histórias em Quadrinhos
- The Invencible Iron Man
  - #115-117, 119-121, 123-128, 141-153 (1978-1981)
  - #256, 258-266 (1990–1991)
- Contest of Champions #1-3 (1982). A primeira minissérie da Marvel, com a maioria dos personagens da época.
- The Amazing Spider-Man:
  - #208, 210-218, 223-227, 229-236, 238-250 (1980–1984)
  - #290-291 (1987)
  - #400, 432 (1995, 1998)
  - #600 (2009)
  - vol. 2 #22-27, 30-58 & vol. 1 #500-508 (2000–2004, vol. 2 revertido para vol. 1 com a edição #500)
  - New Ways to Die #568-573 (2008)
  - Character Assassination #584-588 (2009)
- Dazzler #1-3 (1981)
- Uncanny X-Men:
  - #175-197, 199-200, 202-203, 206-211 (1983–1986)
  - #287 (1992), #300-302, 304, 306-311 (1993–1994)
- Star Brand #1-7 (1986-87)
- Daredevil:
  - #250-257, 259-263, 265-276, 278-282 (1988–1990)
- Cable: Blood and Metal #1-2 (1992). 2-edições mini-séries.
- The Punisher War Zone #1-8 (1992)
- Daredevil: Man Without Fear #1-5 (1993-94). 5-edições mini-séries com o escritor Frank Miller.
- Punisher/Batman (Marvel/DC Comics, 1994)
- Spider-Man: The Lost Years #1-3 & 0 (1995). 3-edições mini-séries, mais uma edição #0.
- Peter Parker: Spider-Man:
  - vol. 1 #57, 64-76, 78-84, 86-92, 94-95, 97-98
  - vol. 2 #1-3, 6-12, 14-17, 19 (1996–2000)
- Thor vol. 2 #1-8, 10-13, 16-18, 21-25 (1998–2000)
- Hulk vol. 2 #24-25, 27-28, 34-39 (2001–2002). Com os escritores Paul Jenkins (#24-25, 27-28) e Bruce Jones (#34-39).
- The Gray Area #1-3 (Image Comics, 2004). Criador e proprietário de 3-edições mini-séries com o escritor Glen Brunswick.
- Wolverine vol. 2 #20-31 (2004–2005). Com o escritorMark Millar.
- Ultimate Vision (2006) 6-partes da história com o escritor Mark Millar, funcionando como um backup de 4 páginas para um flip book mostrando três títulos de Novembro e Dezembro.
- Black Panther vol. 3 #1-6 (2005). 6-edições história em volta da questão "Quem é a Pantera Negra" com o escritor Reginald Hudlin.
- Sentry vol. 2 #1-8 (2005–2006). 8-edições limitadas com o escritor Paul Jenkins.
- Eternals #1-7 (2006). Com o escritor Neil Gaiman.
- World War Hulk (2007). Com o escritor Greg Pak.
- The Last Fantastic Four Story (2007). Com o escritor Stan Lee. (Desenhado após World War Hulk).
- Kick-Ass #1-#8 (Icon Comics, 2008-2014). Com o escritor Mark Millar.

### Trade paperbacks

#### Marvel Comics
- The Eternals (Livro de bolso, reimpressão da série limitada The Eternals, #1-7)
- Marvel Visionaries: John Romita Jr. (Capa dura)
- Wolverine: Enemy of the State:
  - Volume 1 (Capa dura)
  - Volume 2 (Capa dura)
- Black Panther: Who is the Black Panther? (Capa dura)
- Iron Man: Demon in a Bottle (Reimpressão de Iron Man #120-128)
- Iron Man and Doctor Doom
- Daredevil: The Man Without Fear
- Punisher vs. Daredevil
- Hulk: Return of the Monster
- Thor: The Dark Gods (reimpressão de Thor #9-13)
- Spider-Man: The Origin of the Hobgoblin
- Spider-Man: The Lost Years
- Amazing Spider-Man:
  - Volume 1: Coming Home (Reimpressão #30-35)
  - Volume 2: Revelations (Reimpressão #36-39)
  - Volume 3: Until the Stars Turn Cold (Reimpressão #40-45)
  - Volume 4: The Life and Death of Spiders (Reimpressão #46-50)
  - Volume 5: Unintended Consequences (Reimpressão #51-56)
  - Volume 6: Happy Birthday (Reimpressão #57-58,500-502)
  - Volume 7: The Book of Ezekiel (Reimpressão #503-508)
- Sentry: Reborn
- Essential Dazzler Volume 1
- The Amazing Spiderman Volume 1: New Ways to Die (Reimpressão #567-#573)

#### Image Comics
- Gray Area: All Of This Can Be Yours